# Rosalia (Washington)
Pour les articles homonymes, voir Rosalia.
Rosalia est une ville située dans le comté de Whitman, dans l'État de Washington, aux États-Unis. Sa population s’élevait à 550 habitants lors du recensement de 2010, estimée à 555 habitants en 2015.

## Démographie
| Groupe            | Rosalia | Washington | États-Unis |
| ----------------- | ------- | ---------- | ---------- |
| Blancs            | 96,6    | 77,3       | 72,4       |
| Métis             | 1,3     | 4,7        | 2,9        |
| Autres            | 0,9     | 5,8        | 6,4        |
| Afro-Américains   | 0,7     | 3,6        | 12,6       |
| Amérindiens       | 0,4     | 1,5        | 0,9        |
| Asiatiques        | 0,2     | 7,2        | 4,8        |
| Total             | 100     | 100        | 100        |
|                   |         |            |            |
| Latino-Américains | 4,2     | 11,2       | 16,7       |

Selon l'American Community Survey, pour la période 2011-2015, 97,84 % de la population âgée de plus de 5 ans déclare parler anglais à la maison, alors que 2,16 % déclare parler l'espagnol.